# 亭湖区
33°24′N 120°12′E / 33.4°N 120.2°E
亭湖区是中國江苏省盐城市下辖的一个市辖区，地处江苏东北部、黄海之滨南与大丰市接壤，西与盐都区毗邻, 北与建湖县、射阳县交界亭湖区行政区域面积953.5平方公里，区人民政府驻文港南路。

## 沿革
亭湖区是盐城市的中心区。西汉元狩四年（前119年），因鹽城當地“ 煮海（盐）利兴，穿渠通运”，故名“盐渎”；东晋安帝义熙七年（411年）改盐渎为盐城，始得今名。1983年3月实行市管县新体制后，盐城县被拆分，在原盐城镇的基础上组建盐城市城区，其余部分组建盐城市郊区（现盐都区），2004年3月经过新一轮行政区划调整更名为盐城市亭湖区。

## 行政区划
亭湖区下辖13个街道办事处、6个镇：
五星街道、文峰街道、先锋街道、毓龙街道、新城街道、伍佑街道、黄海街道、新洋街道、大洋街道、新河街道、科城街道、宝瓶湖街道、东亭湖街道、南洋镇、新兴镇、便仓镇、步凤镇、盐东镇和黄尖镇。
新城街道、科城街道、宝瓶湖街道、东亭湖街道、步凤镇由盐城开发区代管。

## 人口
根據第七次全国人口普查數據，截至2020年11月1日零時，亭湖區常住人口798003人。

## 交通
- 新长铁路：盐城站